# Bertha Sanseverino
Bertha Elba Sanseverino Mansilla (25 de abril de 1946-18 de junio de 2018) fue una política uruguaya perteneciente al Frente Amplio, sector Asamblea Uruguay (Frente Líber Seregni).

## Biografía
A fines de los años 60 fue militante universitaria y se integró al Frente Amplio desde su creación en 1971. Después del golpe de Estado de 1973 continuó con una activa militancia política clandestina. Debió exiliarse en Francia junto a su hija en 1977, después de la detención de su esposo Nelson Latorre.
En Francia participó junto a Amnistía Internacional, Ligue des droits de l'homme, Frères des Hommes y diversas organizaciones, en actividades de solidaridad con el pueblo uruguayo y por la libertad de los presos políticos de la dictadura uruguaya. En este marco se logró la liberación de Nelson Latorre, quien también se exilió en Francia en 1981.
Con el retorno de la democracia en 1985, Bertha Sanseverino y su familia retornaron a Uruguay y volvieron a militar en el Frente Amplio. Cuando el entonces dirigente frenteamplista independiente Danilo Astori resuelve conformar el sector Asamblea Uruguay en 1994, ella se integró dentro del grupo fundador del mismo.
En las elecciones de 1994 fue elegida edila en la Junta Departamental de Montevideo. Fue reelegida en 1999, totalizando diez años como parlamentaria departamental entre 1995 y 2004. Si bien integró diversas comisiones, su labor principal fue como presidenta de la Comisión de Derechos Humanos y Políticas Sociales en forma ininterrumpida durante esos diez años.
Con la asunción de Tabaré Vázquez como presidente en el primer gobierno del Frente Amplio en marzo de 2005, fue designada coordinadora del Plan de Atención Nacional a la Emergencia Social (PANES), dentro del Ministerio de Desarrollo Social. A la finalización de este plan, fue designada Directora Nacional de Asistencia Crítica e Inclusión Social (DINACIS) del mismo Ministerio, cargo al que renunció en febrero de 2010 para asumir su banca como diputada.

## Actividad parlamentaria
Fue Diputada Nacional electa por el período 2010 a 2014 por Montevideo por el Frente Amplio.
Fue presidenta de la comisión de Salud y Bienestar Social en la Cámara de Diputados del Parlamento Uruguayo e integró las comisiones de Población y Desarrollo, y Vivienda, Territorio y Medio Ambiente. Asimismo participó activamente de la Bancada Bicameral Femenina.
Integró el sector Asamblea Uruguay dentro del Frente Amplio y formó parte tanto de la dirección partidaria de Asamblea Uruguay (Consejo Político Nacional) como la del Frente Amplio (Mesa Política Nacional) como delegada de su sector.